# Paweł Połącarz
Paweł Połącarz (ur. 5 maja 1989 w Oświęcimiu) – polski hokeista występujący na pozycji napastnika, reprezentant Polski.

## Kariera klubowa
- Unia Oświęcim (2004–2005)
- SMS I Sosnowiec (2005–2007)
- Unia Oświęcim (2007–2008)
- KH Sanok (2008–2010)
- MMKS Podhale Nowy Targ (2010)
- Nesta Toruń (2010–2012)[1].